# Lotus arinagensis
Lotus arinagensis là một loài thực vật có hoa trong họ Đậu. Loài này được Bramwell miêu tả khoa học đầu tiên.